# Zamek w Wiśniczu
Zamek w Wiśniczu – zabytkowy zamek we wsi Stary Wiśnicz.
Obiekt położony na zalesionym wzgórzu nad rzeką Leksandrówką, wzniesiony przez Jana Kmitę herbu Szreniawa w drugiej połowie XIV w. Po raz pierwszy istnienie zamku („castrum”) poświadczają rachunki żup bocheńskich z 1396.
Wczesnobarokowy korpus zamku z elementami renesansowymi zbudowano na planie czworoboku z wewnętrznym dziedzińcem. Zwieńczono go czterema basztami w narożach. Od północno-wschodniej strony dobudowano kaplicę z kryptą grobową Lubomirskich, a od południowo-wschodniej wolno stojącą tzw. Kmitówkę. Na drugim piętrze, przy Sali Rycerskiej mieści się galeria widokowa. Budowla otoczona jest fortyfikacjami bastionowymi na pięcioboku z bramą wjazdową w formie łuku triumfalnego z 1621.
Miejsce związane z polską tradycją sztuki kulinarnej. Od XVII w. popularne wśród szlachty stało się tzw. zebranie potraw w Compendium kuchmistrza księcia Lubomirskiego Stanisława Czernieckiego spisane na zamku w Wiśniczu i wydane w Krakowie w 1682, które do XIX w. doczeka się dwudziestu wydań. Gdy w Polsce pojawiły się po raz pierwszy ziemniaki po zwycięskiej odsieczy wiedeńskiej w 1683, darowane Sobieskiemu przez cesarza Leopolda I z ogrodów cesarskich w Wiedniu, Czerniecki opracował dla dworu pierwsze potrawy z tertofelli, smażone i pieczone, jak nazywano wówczas kartofle lub ziemniaki.

## Historia powstania zamku

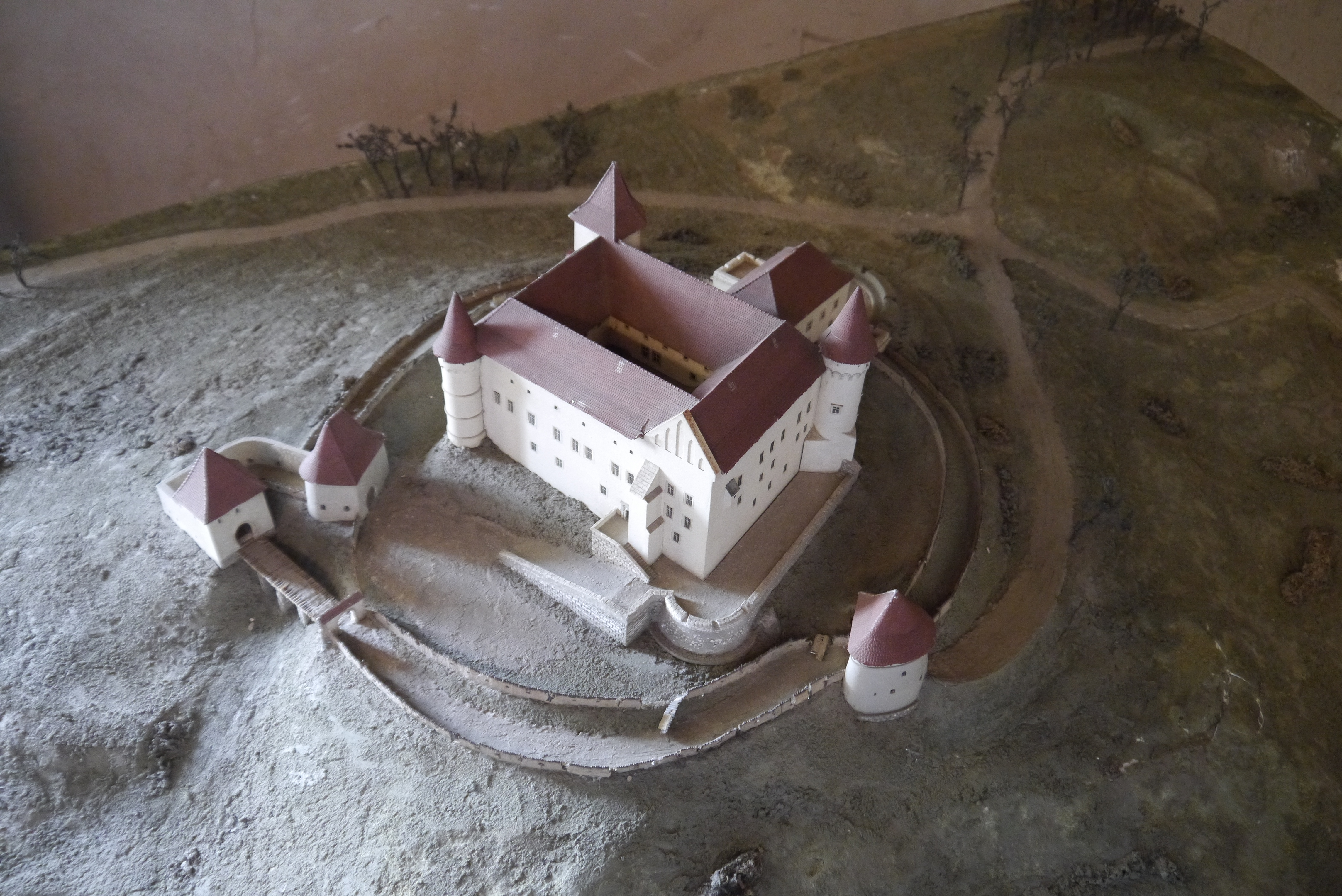
Zamek na przełomie XV i XVI w.

Zamek ma nieregularny kształt. Na przełomie XV i XVI w. był już czteroskrzydłowy i miał trzy wieże oraz otaczające go fortyfikacje ziemne z dwiema bramami. Po 1516 Piotr Kmita rozbudował zamek. Po jego śmierci w 1553, zamek przeszedł na własność Barzów w 1566 po zrzeczeniu się praw do niego przez Stadnickich. W 1593 posiadłość kupił Sebastian Lubomirski. W latach 1615–1621 rozbudowy rezydencji podjął się jego syn Stanisław. Projekt barokowej przebudowy i umocnień bastionowych opracował dla niego Maciej Trapola. W efekcie przebudowy wiśnicki zamek stał się jedną z najokazalszych wczesnobarokowych rezydencji obronnych Rzeczypospolitej.
W czasie potopu szwedzkiego zamek poddał się bez walki Szwedom, ponieważ zabrakło dowódcy zgromadzonego w nim wojska. Wojska szwedzkie ogołociły zamek z całego wyposażenia i zniszczyły zabudowania. Po wycofaniu się najeźdźcy zamek ponownie był własnością Lubomirskich, jednak mimo prowadzonych prac nie został w pełni odrestaurowany.

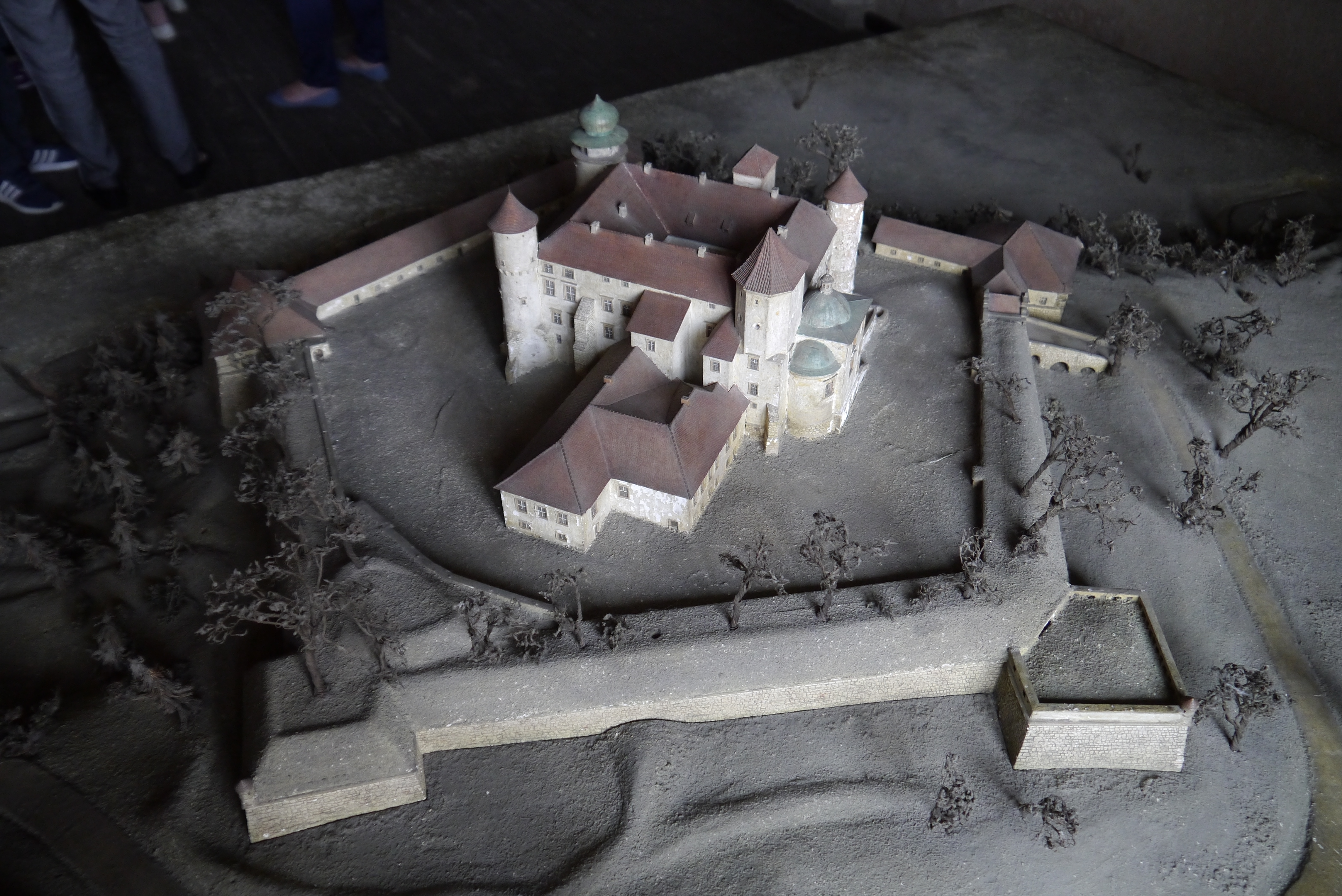
Zamek w XVII w. z widocznymi bastionami

W połowie XVIII w. przeszedł na własność Sanguszków, a potem Potockich i Zamoyskich. Po przejęciu przez zaborcę zamek zaczął podupadać, a w 1831 uległ pożarowi i został ostatecznie opuszczony. W 1901 został wykupiony od prof. Maurycego Straszewskiego przez Zjednoczenie Rodowe Lubomirskich, którzy rozpoczęli remont rezydencji. Od 1928 pracami kierował Adolf Szyszko-Bohusz, ale zostały one przerwane po wybuchu II wojny światowej. Po wojnie zamek przejęło państwo, a od 1949 prowadzone były prace przez Alfreda Majewskiego mające przywrócić mu całkowicie dawny wygląd.

## Architektura

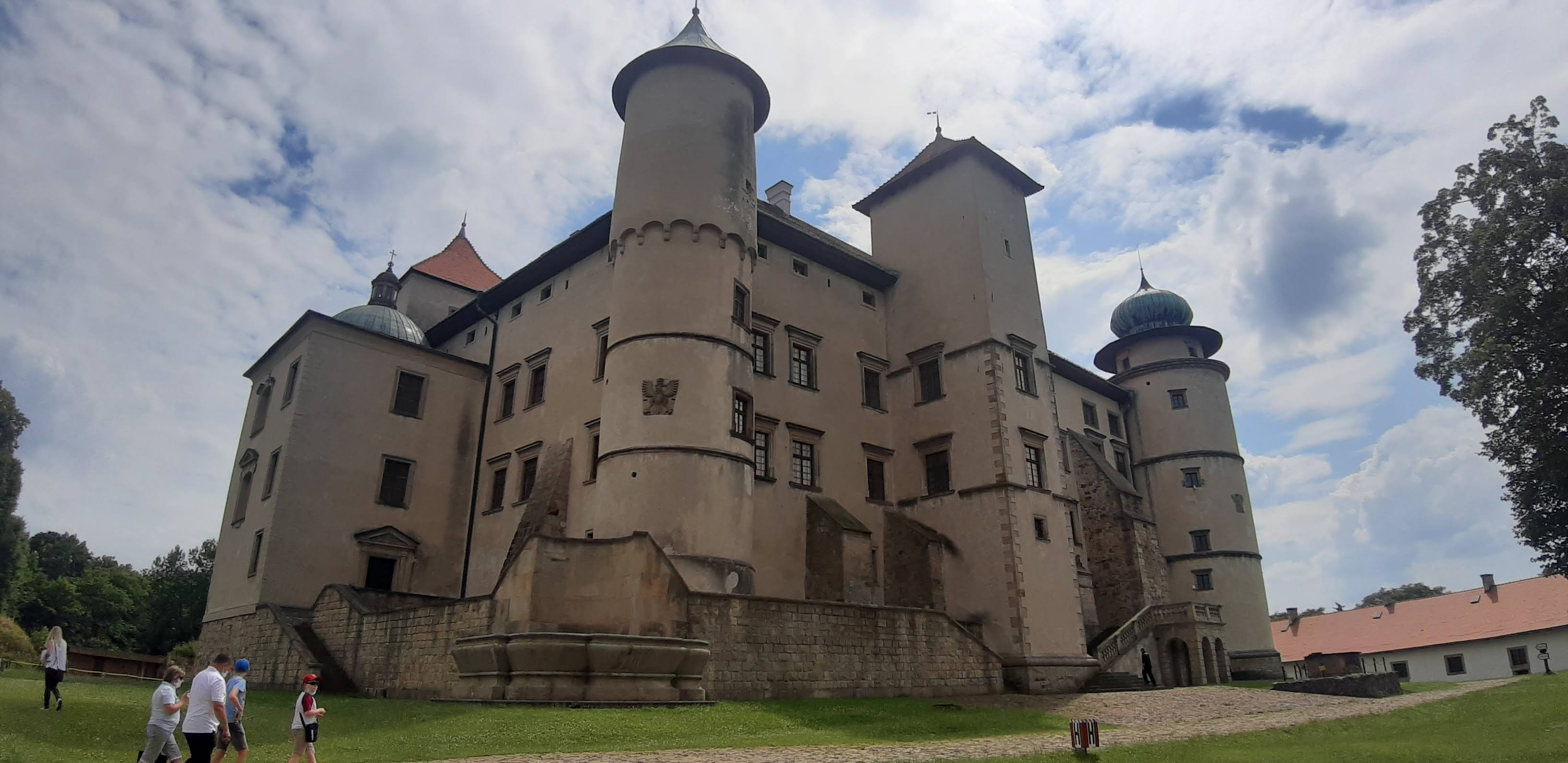
Zamek widziany z przedzamcza

Wzniesiony z kamienia na planie czworoboku XV-wieczny zamek pierwotny miał mur obronny z jedną (poch. z XIV w.), a później z dwiema wieżami. Dziedziniec od strony południowo-zachodniej zamykał piętrowy, jednotraktowy dom mieszkalny, z którym połączona była wieża zbudowana na planie kwadratu. Druga kwadratowa baszta, wysunięta poza mury obronne, broniła narożnika południowo-wschodniego. Twierdza zajmowała ok. 1500 m² powierzchni. W wyniku przebudowy dokonanej w XVI w. modernizacji i rozbudowie uległy pomieszczenia w części mieszkalnej oraz obwarowania. Postawiono dwie cylindryczne baszty narożne („Bona” – na narożniku zachodnim, „Nad Fontanną” – na narożniku północnym), pomiędzy którymi znajdował się wjazd do zamku. W latach 1615-1621 nastąpiła gruntowna przebudowa zamku. W jej wyniku budowla uzyskała niewielki dziedziniec wewnętrzny z piętrową loggią, otoczony trzykondygnacyjnymi budynkami mieszkalnymi stanowiącymi pałac zamkowy. Okna otrzymały ciosowe obramienia, a ponad 50 pałacowych wnętrz ozdobiły marmurowe i piaskowcowe portale, profilowane belki stropowe, polichromie ścienne, drewniane boazeria oraz marmurowe posadzki i glazurowane podłogi. Od strony północno-zachodniej umieszczono bramę wjazdową ozdobioną portalem. Budynek pałacowy stał na wzniesieniu, kilka metrów powyżej dziedzińca zewnętrznego. Narożne baszty podwyższono, aby górowały nad bryłą zamku. Obok bramy zbudowano nową wieżę na planie prostokąta. Natomiast od strony południowo-wschodniej powstał niski budynek kuchenny. Całość została otoczona fortyfikacjami bastionowymi w kształcie pięcioboku (bok o dł. 98 m). Rezydencję otaczał obszerny park ze zwierzyńcem i ogrody. Przebudowany obiekt reprezentował nowoczesną magnacką twierdzę typu „palazzo in fortezza”.

## Kaplica
Przy czworobocznej wieży stoi kaplica zamkowa zwieńczona kopułą. Wewnątrz kopuły znajdują się herby genealogiczne: 
- Stanisława Lubomirskiego (1583–1649), syna Sebastiana Lubomirskiego (1546–1613, herbu Szreniawa bez Krzyża) i Anny Branickiej (1562–1639, h. Gryf); babki (od ojca):  Barbary Kolosváry (Hruszowskiej, 1510-1561); babki (od matki): Katarzyny Kotwicz (zm. 1588, h. Kotowicz); i jego żony:
- Zofii Ostrogskiej (1595–1622), córki Aleksandra Ostrogskiego (1570−1603, h. Ostrogski) i Anny Kostczanki (Kostki) (1575−1635, h. Dąbrowa); babki (od ojca): Zofii Tarnowskiej (1534–1570, h. Leliwa); babki od (matki): Zofii Odrowążównej (1540–1580, h. Odrowąż),  w polu serca Pogoń.

Na sarkofagu również herb genealogiczny Stanisława Lubomirskiego. Pod kaplicą znajduje się krypta grobowa, w której w 2009  złożono sarkofag ze szczątkami St. Lubomirskiego oraz innych przedstawiciele tej rodziny.

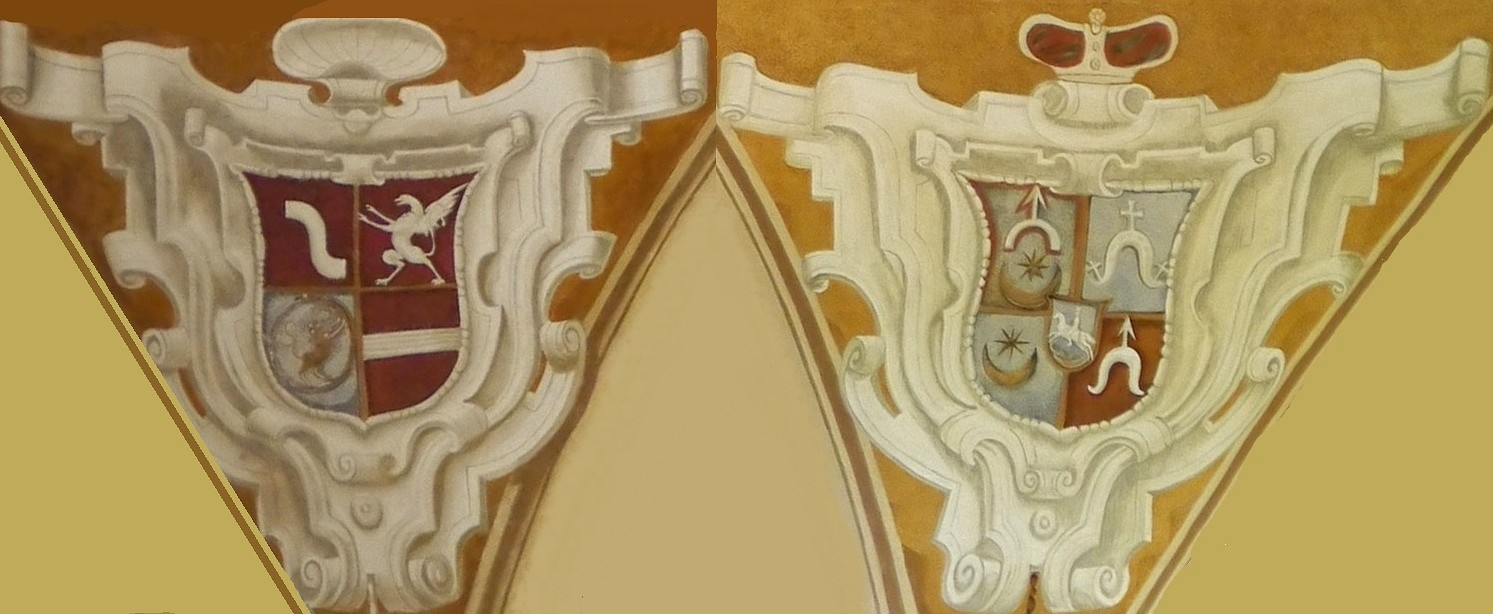
Herby genealogiczne: Lubomirski, Ostrogska
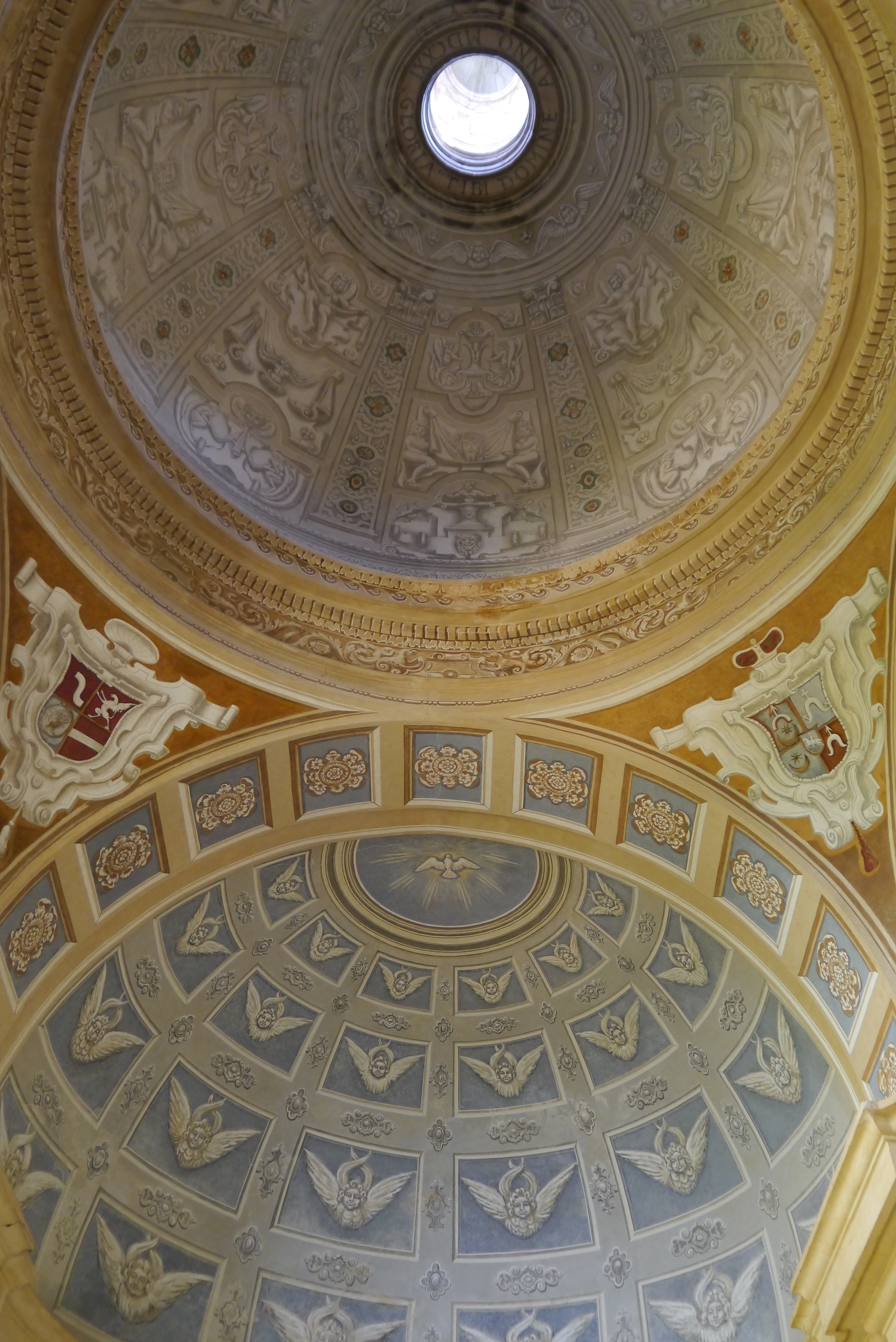
Herby w kopule
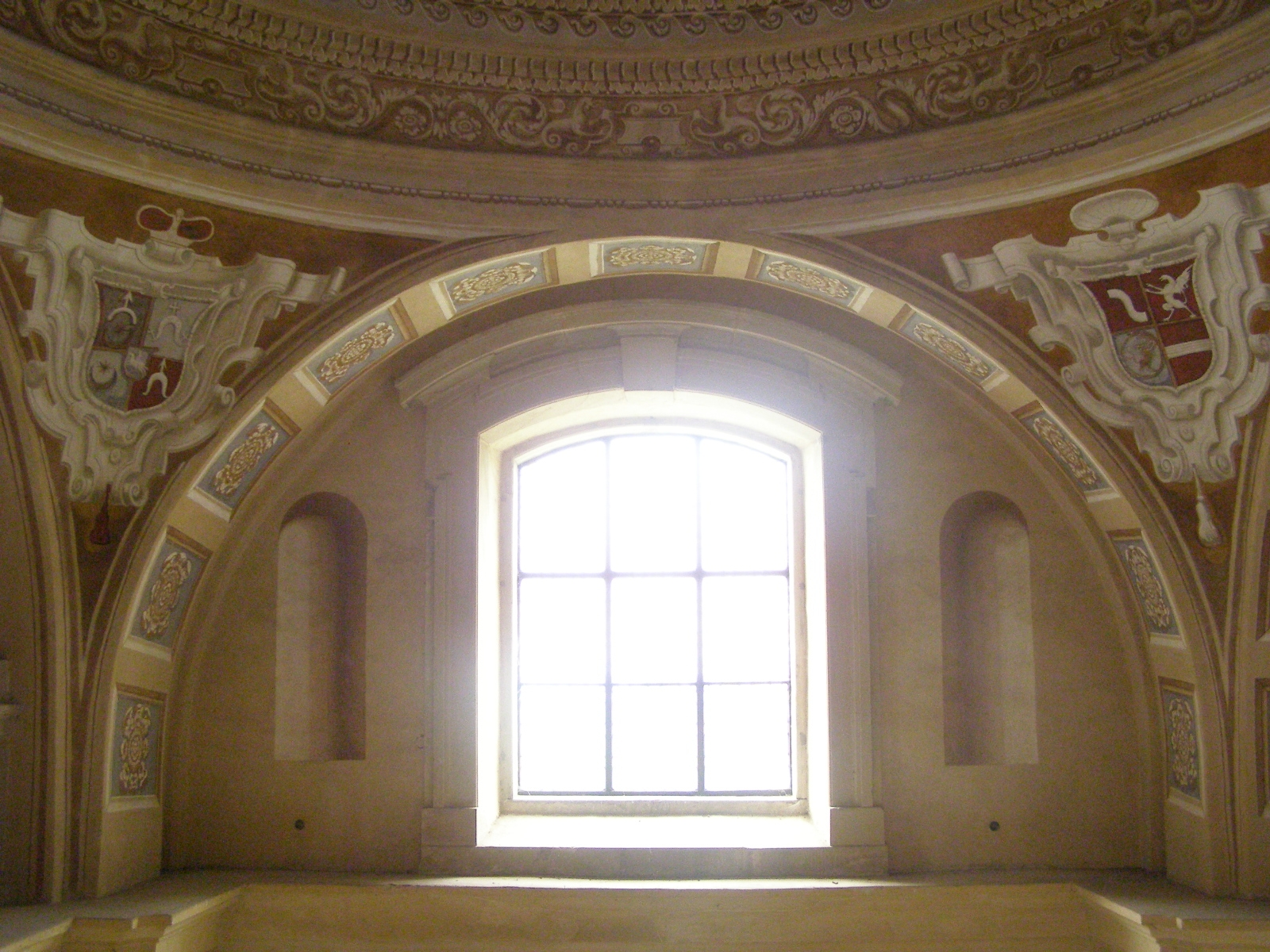
Herby w kopule
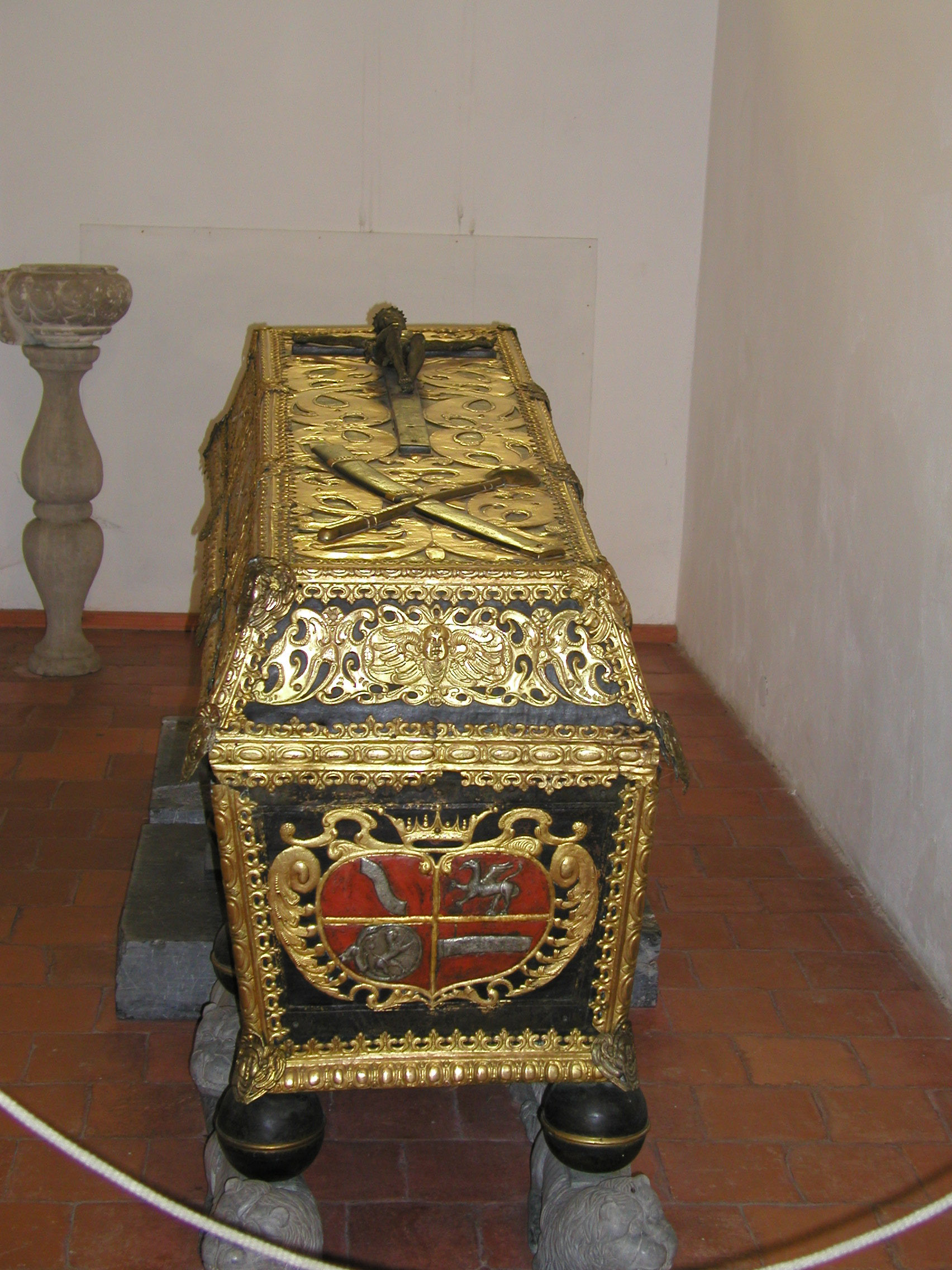
Herby na sarkofagu
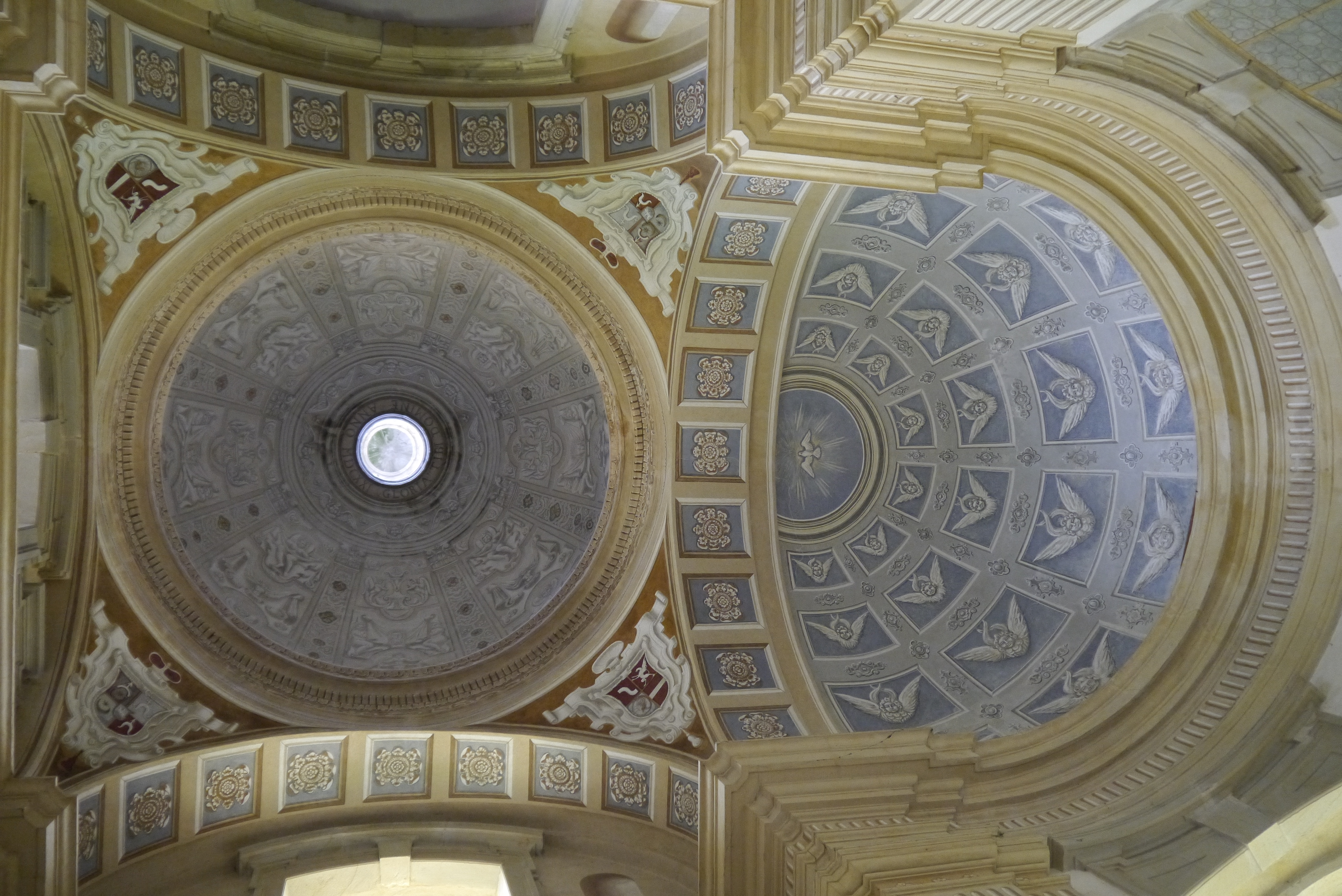
Sklepienie kaplicy zamkowej
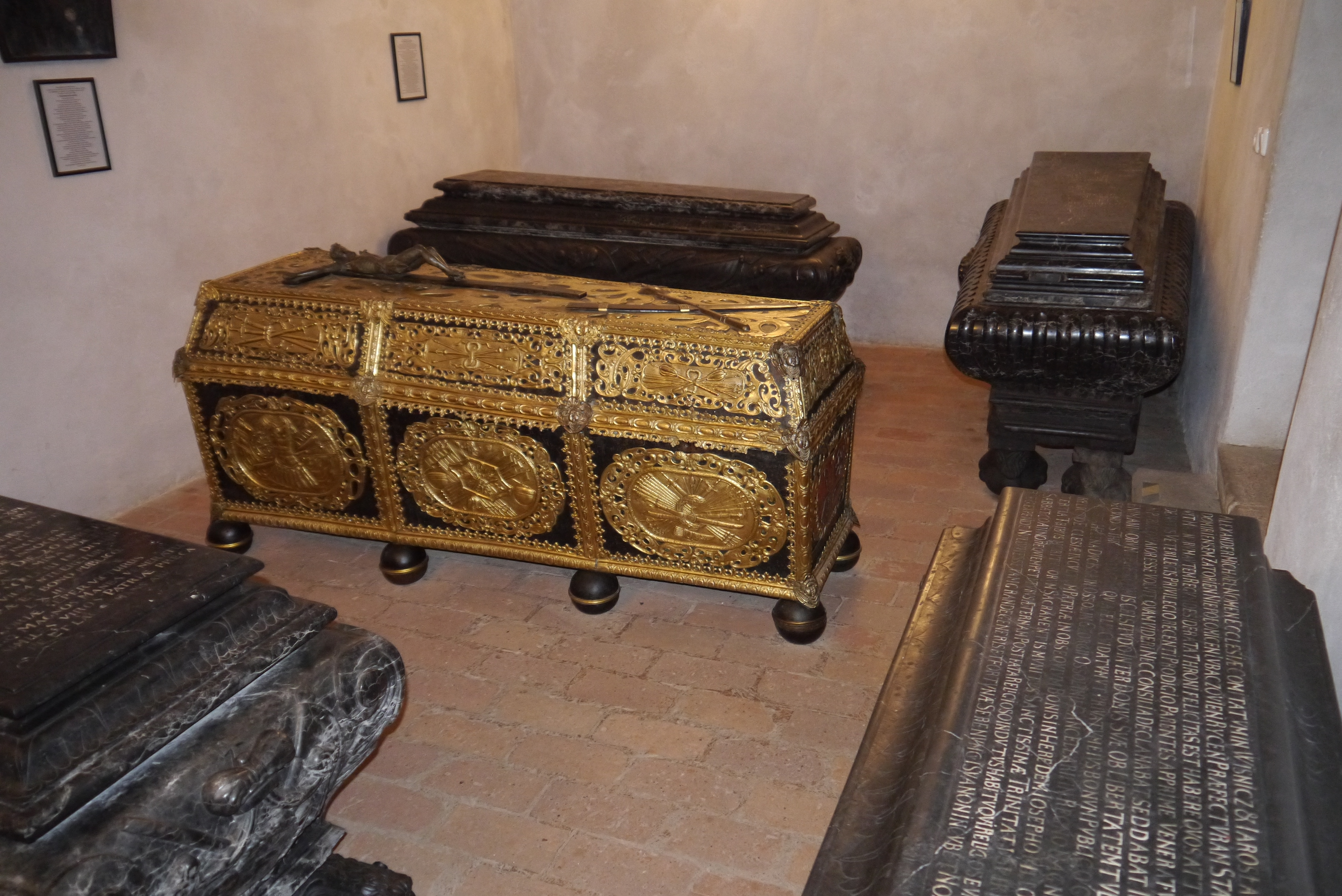
Sarkofagi właścicieli

## Stan obecny

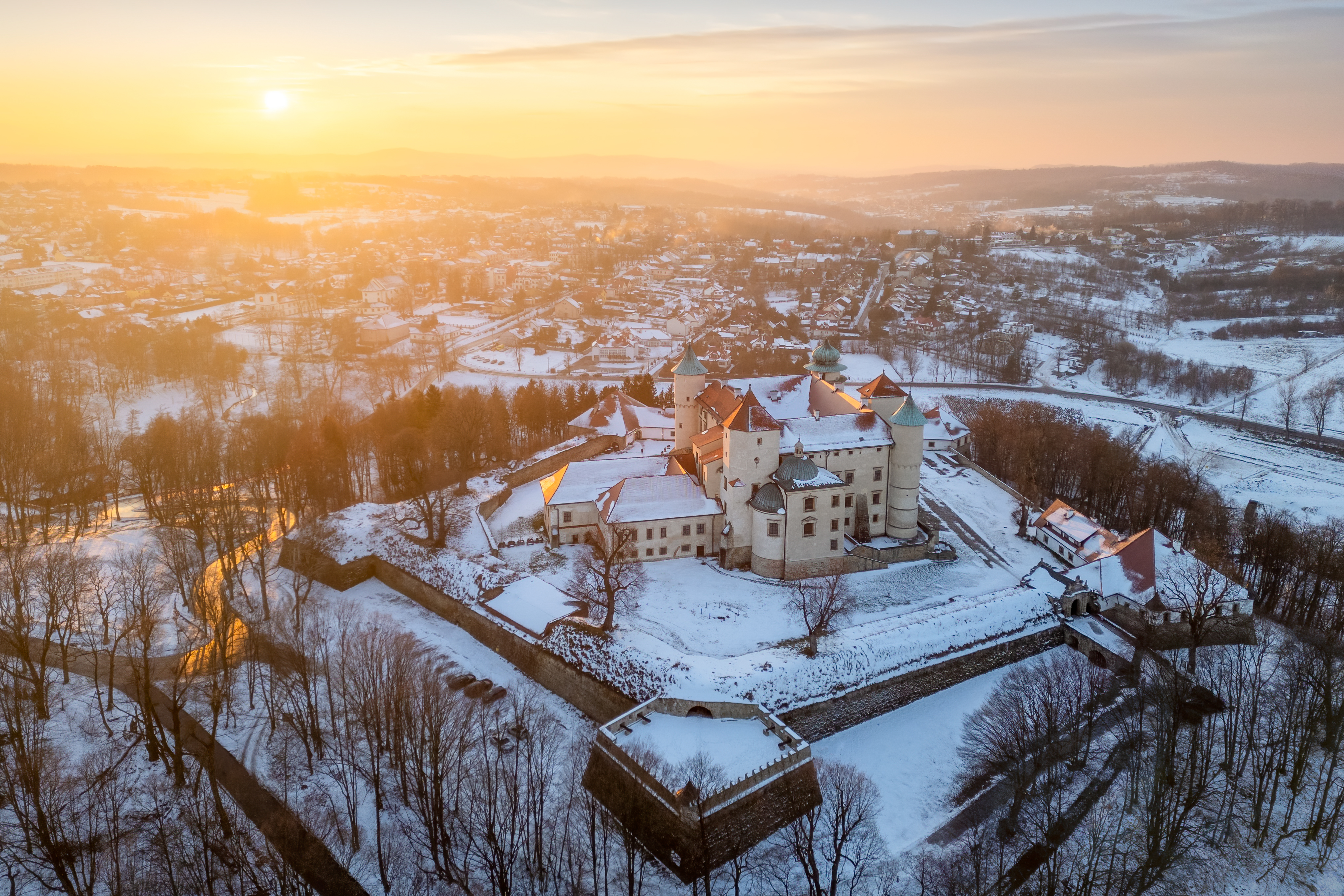
Widok na zamek z lotu ptaka zimą

Sąd Okręgowy w Tarnowie wyrokiem z dnia 24 stycznia 2019 podtrzymał orzeczenie Sądu Rejonowego w Bochni uznając, że Skarb Państwa nabył prawo własności zamku w Wiśniczu przez zasiedzenie. Skarb Państwa od lat toczył o zamek spór ze Zjednoczeniem Rodowym Książąt Lubomirskich („Zjednoczenie”). Zjednoczenie zapowiadało chęć złożenia skargi kasacyjnej do Sądu Najwyższego, niemniej wyrok sądu drugiej instancji jest prawomocny. 

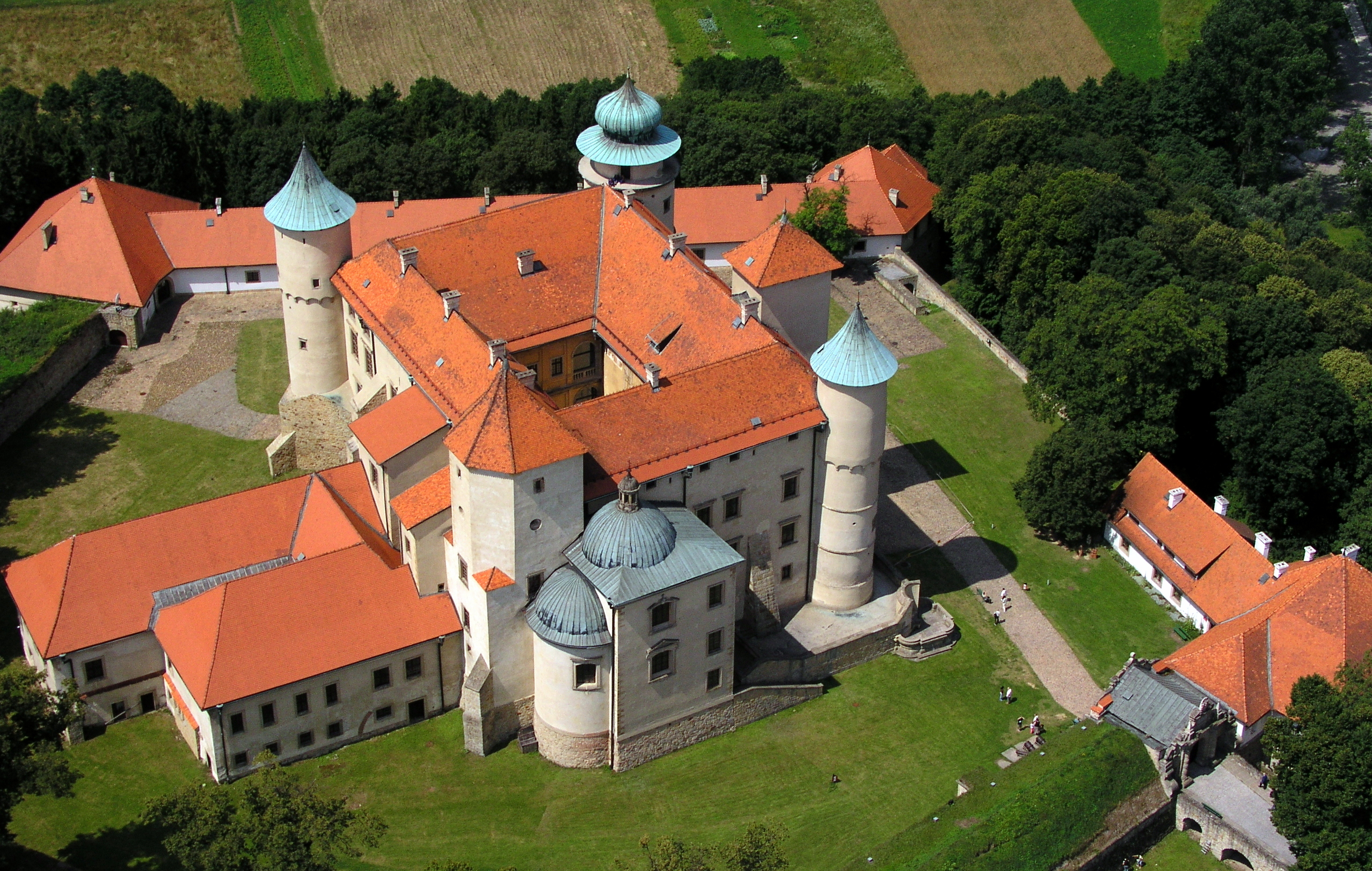
Widok na zamek z lotu ptaka

Mimo że zamek był doszczętnie zniszczony, obecnie jest w bardzo dobrym stanie. W jego wnętrzu wystawione są fotografie obrazujące wygląd zamku sprzed lat, oprócz tego w jego salach znajdują się XIX- i XX-wieczne meble, makiety różnych zamków oraz prace plastyczne uczniów nowowiśnickiego Liceum Sztuk Plastycznych. Do zwiedzania udostępniona jest również ogromna sala balowa, sala plafonowa z pozłacanym sufitem, sala akustyczna wykorzystywana kiedyś jako miejsce spowiedzi, kaplica zamkowa oraz krypta z ekspozycją sześciu sarkofagów (w tym Stanisława Lubomirskiego).

## Legendy
- Legenda o „lotnikach”. Jest to najbardziej znana legenda związana z powstaniem zamku. Opowiada o zatrudnionych przy budowie fortecy jeńcach tureckich albo tatarskich, którzy zostali wzięci do niewoli podczas bitwy pod Chocimiem. Mieli oni próbować ucieczki przy pomocy skonstruowanych przez siebie skrzydeł, startując z góry zamkowej. Owi „lotnicy” nie zalecieli jednak daleko, a miejsca ich upadku zaznaczono kolumnami. Pierwsza kolumna znajduje się w Wiśniczu przy Liceum Technik Plastycznych i pochodzi z 1646. Druga kolumna z 1654 stoi w Kopalinach obok drogi. Trzecia kolumna ustawiona została w Bochni na Karosku i pochodzi z 1762. Czwarta kolumna, pochodząca z 1747, została wzniesiona we wsi Łomna przy drodze do Lipnicy Murowanej. Jest na niej wyryty następujący napis: Przechodzący cłeku hac via dic Ave Maria[12][13].

- Z zamkiem związana jest legenda dotycząca królowej Bony, której imieniem nazwano jedną z wież. Podczas pobytu na zamku w czasie trwającego balu zapragnęła wyjść na wieżę i przejechać się po szerokim gzymsie wieży na osiołku. Nikt nie zaprotestował. Ku zdziwieniu dworzan królowa okrążyła wieżę i wróciła na bal. Jak głosi legenda Bona wykorzystywała swój wyczyn do pozbywania się politycznych przeciwników. Nie chcąc się skompromitować na rozkaz królowej próbowali przejechać po gzymsie. Jednak sprytna Bona zamiast osiołka dawała im do przejażdżki konia. Ponieważ jednak konie gorzej znoszą duże wysokości niż osły próby kończyły się upadkiem i śmiercią królewskiego oponenta[13].

## Filatelistyka
Poczta Polska wyemitowała 5 marca 1971 znaczek pocztowy przedstawiający wiśnicki zamek o nominale 40 gr, w serii Zamki polskie. Druk w technice offsetowej na papierze kredowym. Autorem projektu znaczka był Tadeusz Michaluk. Znaczek pozostawał w obiegu do 31 grudnia 1994.

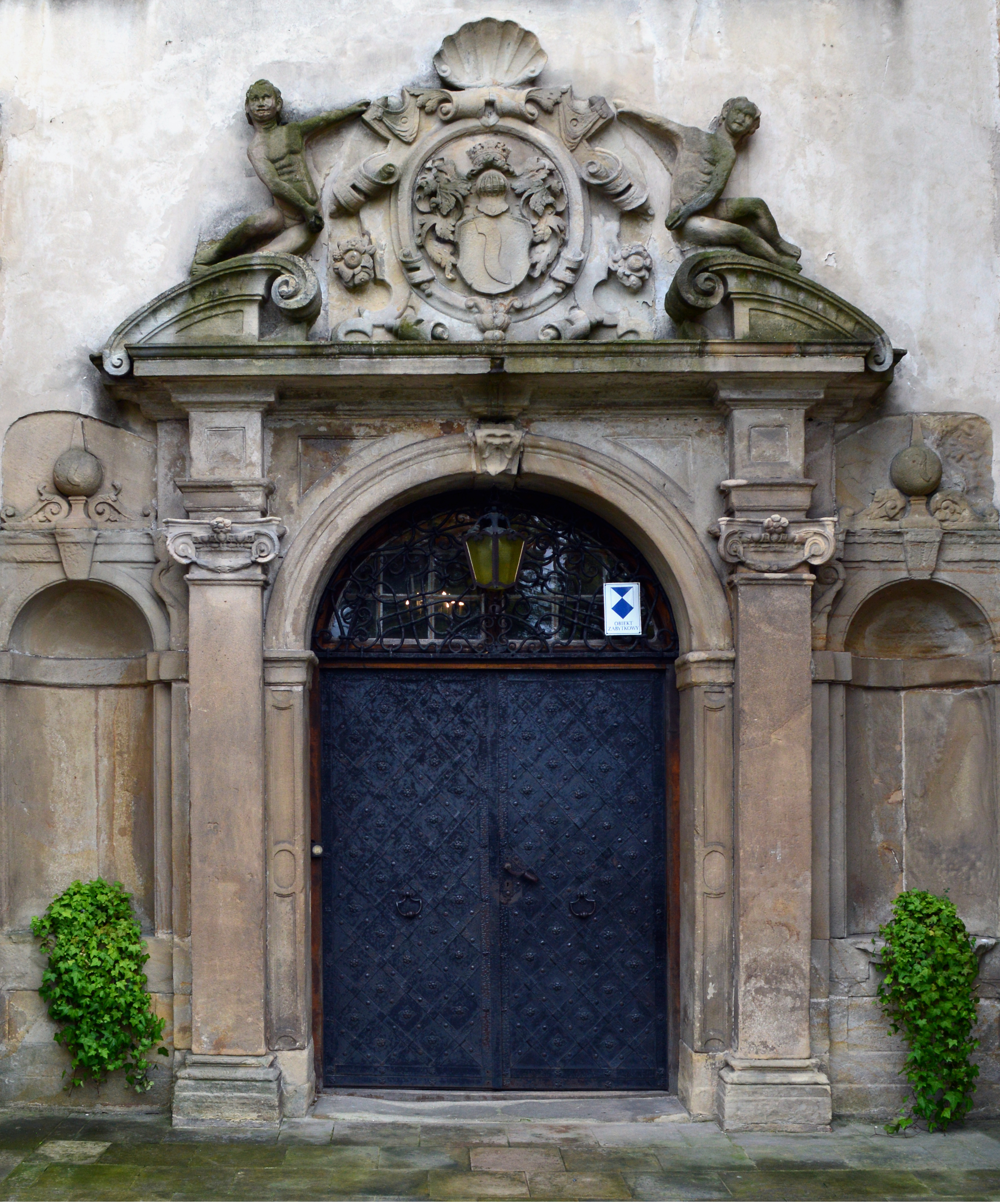
Portal z herbem Szreniawa
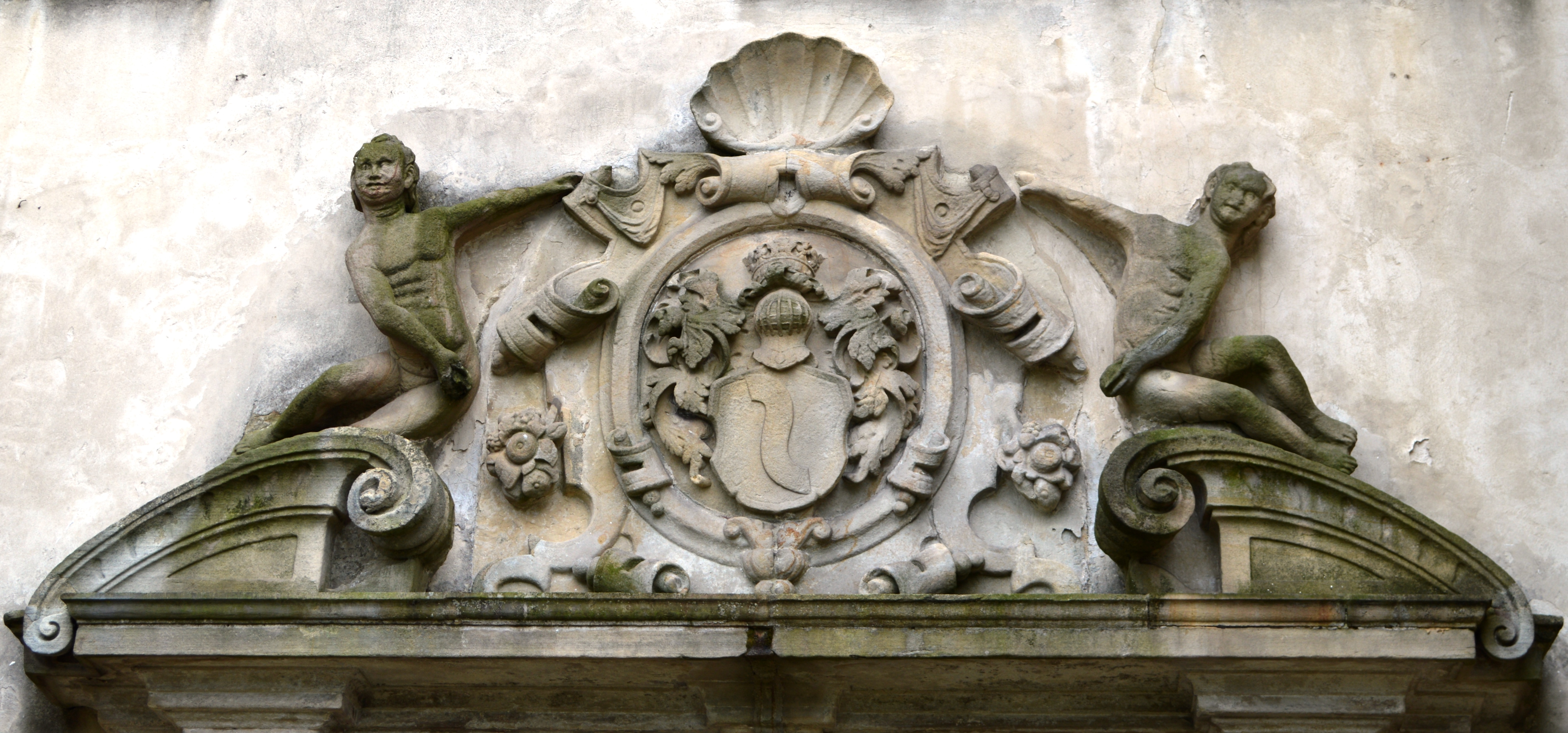
Fronton z herbem Szreniawa
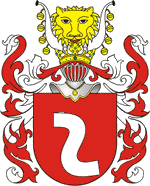
Herb Szreniawa bez krzyża
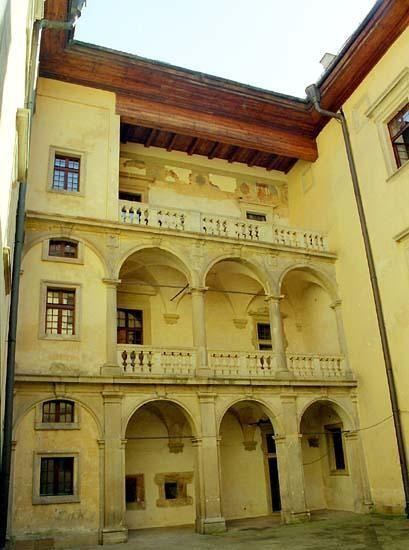
Dziedziniec
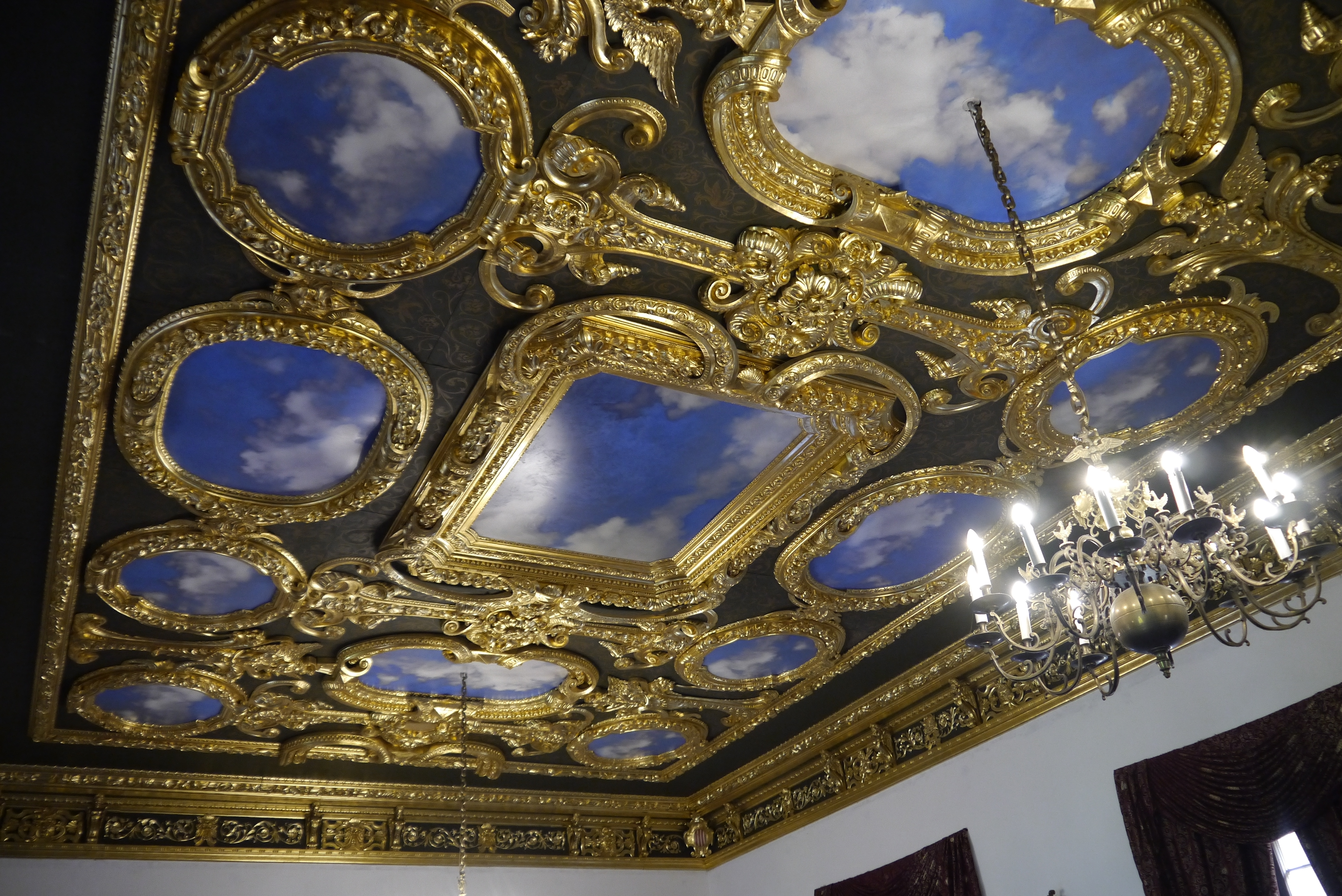
Bogato zdobiony sufit w jednej z sal zamkowych
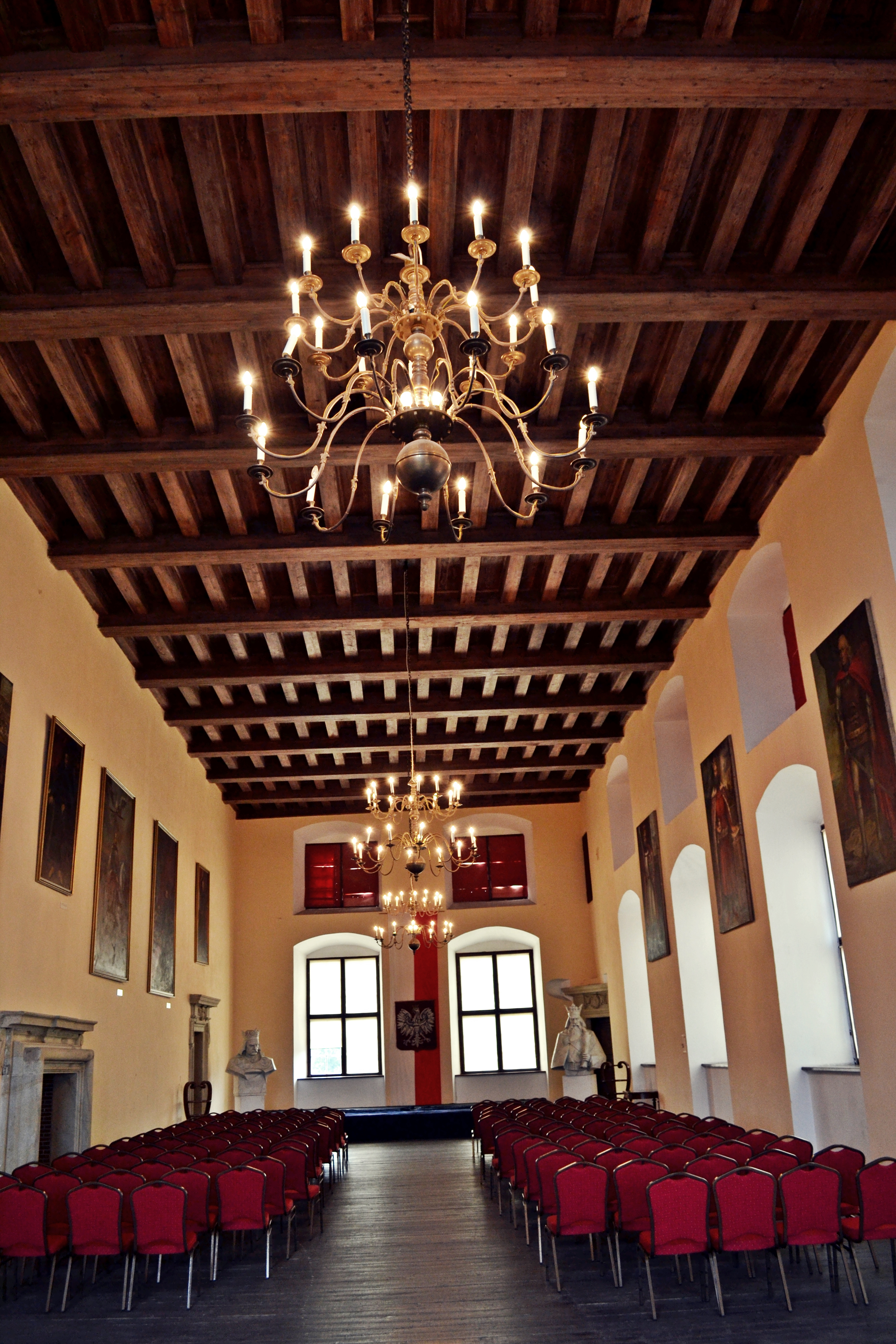
Sala główna